# ゆめひろば庄内

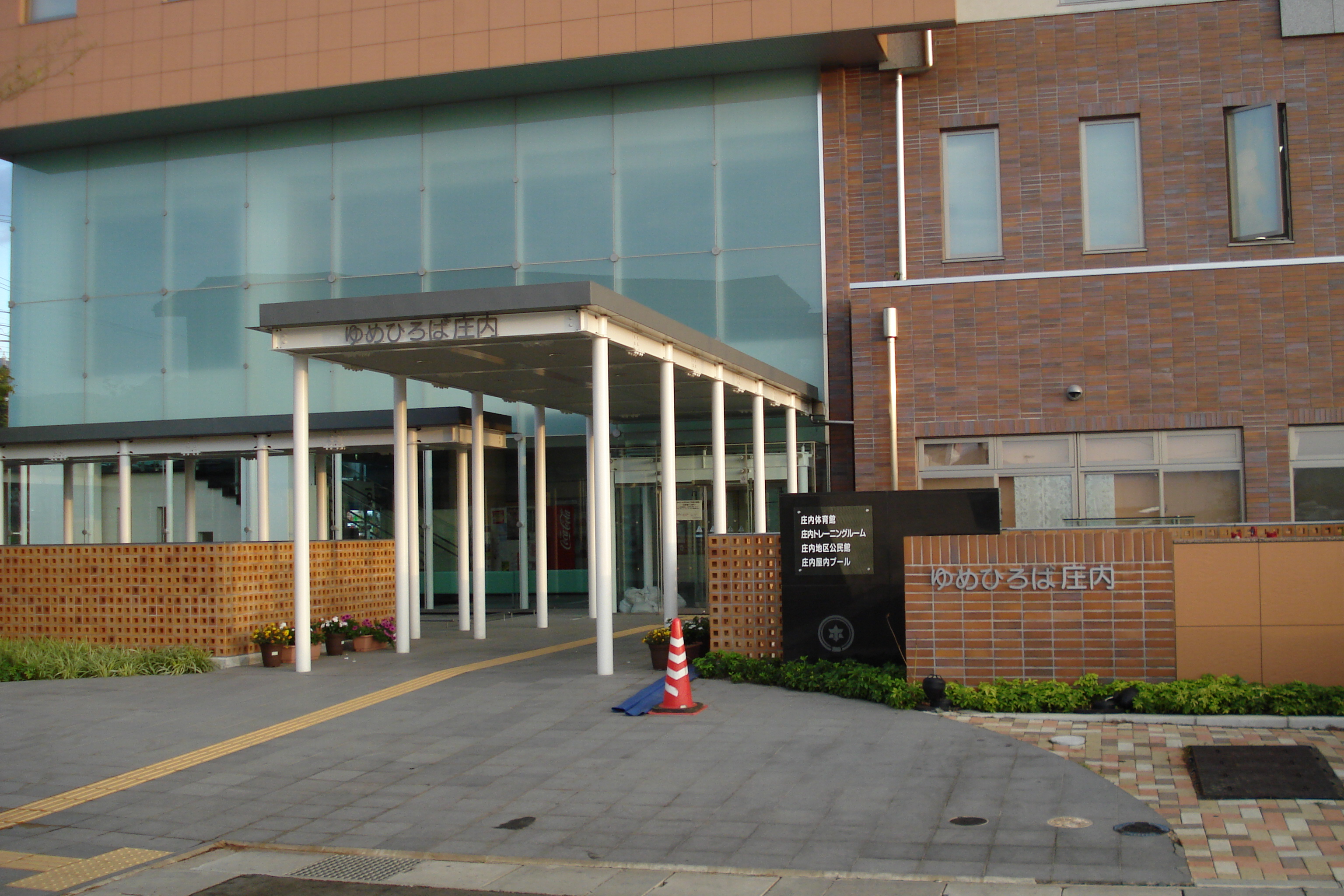
ゆめひろば庄内

ゆめひろば庄内（ゆめひろばしょうない）は長野県松本市出川にある複合体育施設。1階は庄内地区の条例公民館。

## 概要
2006年竣工。庄内地区の土地区画整理事業（2011年完成予定）の一環として建設されたもので、体育施設の他に地区公民館を兼ねる。

## 設備
- バスケットボールコート[3]
- バレーボールコート[3]
- バドミントンコート[3]
- フットサル[3]
- テニスコート[3]
- プール[2][4]

## 周辺
- ライフスクエア コモ庄内
- 庄内交番
- 和泉川

## 交通アクセス
- 松本駅お城口からタウンスニーカー南コース「ゆめひろば庄内」下車すぐ
- 松本バスターミナルからアルピコ交通バス「並柳団地線」で「庄内交番」下車　徒歩約5分

## 所在地
- 松本市出川1-5-9[2][3][4]